# NGC 336
NGC 336 је спирална галаксија у сазвежђу Кит која се налази на NGC листи објеката дубоког неба.
Деклинација објекта је - 18° 23' 9" а ректасцензија 0h 58m 3,0s. Привидна величина (магнитуда) објекта NGC 336 износи 14,7 а фотографска магнитуда 15,5. NGC 336 је још познат и под ознакама ESO 541-2, IRAS 00555-1839, double system, PGC 3470.